# Општина Салча (Прахова)
Салча (рум. Salcia) општина је у Румунији у округу Прахова.
Oпштина се налази на надморској висини од 306 m.